# پست‌امپرسیونیسم

شب پر ستاره در سبک پست‌امپرسیونیسم، اثر ونسان ون گوگ

پُست‌امپرسیونیسم یا پسا‌امپرسیونیسم یا پسادریافتگری (به فرانسوی: Postimpressionnisme) جنبش هنری گسترده‌ای بود شامل مجموعه‌ای از گروه‌ها و سبک‌هایی که یا در امتداد امپرسیونیسم یا به‌عنوان واکنشی در برابر آن، به‌وجود آمده بودند. این اصطلاح معرف سبک معینی از هنر نیست و بیشتر شیوه های مختلفی را شامل می‌شود که به سبب اهمیت به صراحت فرم و استحکام ساختار و یا تاکید بر بیان درونی به کمک رنگ از سبک امپرسیونیسم فراتر رفته‌اند. نبی‌ها، ترکیب‌گری، مجزاگری و نئوامپرسیونیسم از جمله گروه‌ها و سبک‌های این جنبش می‌باشند.
اصطلاح پست‌امپرسیونیست نخستین بار توسط راجر فرای نقاش و منتقد بریتانیایی در عنوان نمایشگاهی به‌کار گرفته شد که در سال‌های ۱۹۱۰ و ۱۹۱۱ در نگارخانه گرافتن لندن برگزار شد و راجر فرای آن را «مانه و پست‌امپرسیونیست‌ها» نامید.
پل سزان، ونسان ونگوگ و پل گوگن از برجسته‌ترین هنرمندان این جنبش می‌باشند. امیل برنار، هانری روسو، تولوز لوترک، ژرژ سورا و پل سینیاک از دیگر نقاشان پست‌امپرسیونیسم می‌باشند. این هنرمندان در فاصله زمانی ۱۸۸۰ تا ۱۹۰۵ در این جنبش فعالیت داشتند.
هنرمندان این سبک از مفاهیم سمبولیک برای نشان دادن احساسات خود استفاده میکردند

## تاریخچه
امپرسیونیسم از ۱۸۸۰ وارد مرحله دیگری شد که به پساامپرسیونیسم یا پست امپرسیونیسم شهرت دارد.
هنرمندان پست امپرسیونیسم از ضرب قلم‌های تند و یک نوع تخلیه هیجانی در آثارشان استفاده می‌کنند. این دوره را راهگشای تحولات نقاشی قرن بیستم می‌دانند. شیوه پست امپرسیونیسم‌ها فردی تر از امپرسیونیسم‌ها می‌باشد. موضوع آثار آنها همواره از طبیعت اخذ شده بود. برخورد آنها با طبیعت به گونه‌ای تحلیل ساختاری است.
از هنرمندان این سبک می‌توان به سزان، ون گوگ و گوگن اشاره کرد که از این میان ون گوگ را پدر هنر مدرن می‌دانند. یکی از نقاشی‌های این سبک شب پر ستاره اثر ونسان ون گوگ می‌باشد که کار رنگ روغن بر روی بوم است و به خوبی می‌توان اثر هیجانات سبک پست امپرسیونیسم را مشاهده کرد کل اثر زمینه تیره دارد که نور ستاره‌ها روشنایی به اثر می‌بخشد.
شباهت سبک پست امپرسیونیسم با اکسپرسیونیسم طراحی‌هایی کاملاً درون‌گرا و با ضربات محکم قلم می‌باشد.
از هنرمندان اکسپرسیونیسم می‌توان به گروه پل با حضور هنرمندانی چون اشمیت روتلف کریشنر و نولده می‌توان نام برد.
این سبک نوعی بیانگری رنگ را بیان می‌کند و دیدگاهی آگاهانه از بدوی گرایی و عاملی غریزی از زندگی پیرامون خود را به تجسم درآوردند.
برخلاف امپرسیونیست‌ها که اهل دورهمی، کار جمعی و شادی بودند، نقاشان اولیه جنبش پست‌امپرسیونیسم افرادی غالباً منزوی و ساکن نواحی دورافتاده بودند.پل سزان به جنگلزارهای جنوب فرانسه رفت، گوگن در تاهیتی اقامت گزید و ون‌گوگ در مزرعه‌های روستایی هلند به سر می‌برد.

## پی‌نوشت
1. ↑  دایره المعارف روئین پاکباز چاپ سوم ص 124.
2. ↑  سیر هنر در تاریخ
3. ↑  درک عمومی هنر ص197
4. ↑  سیر هنر در تاریخ 2 ص 150
5. ↑  https://britannica.com/art/Post-Impressionism

## نگارخانه

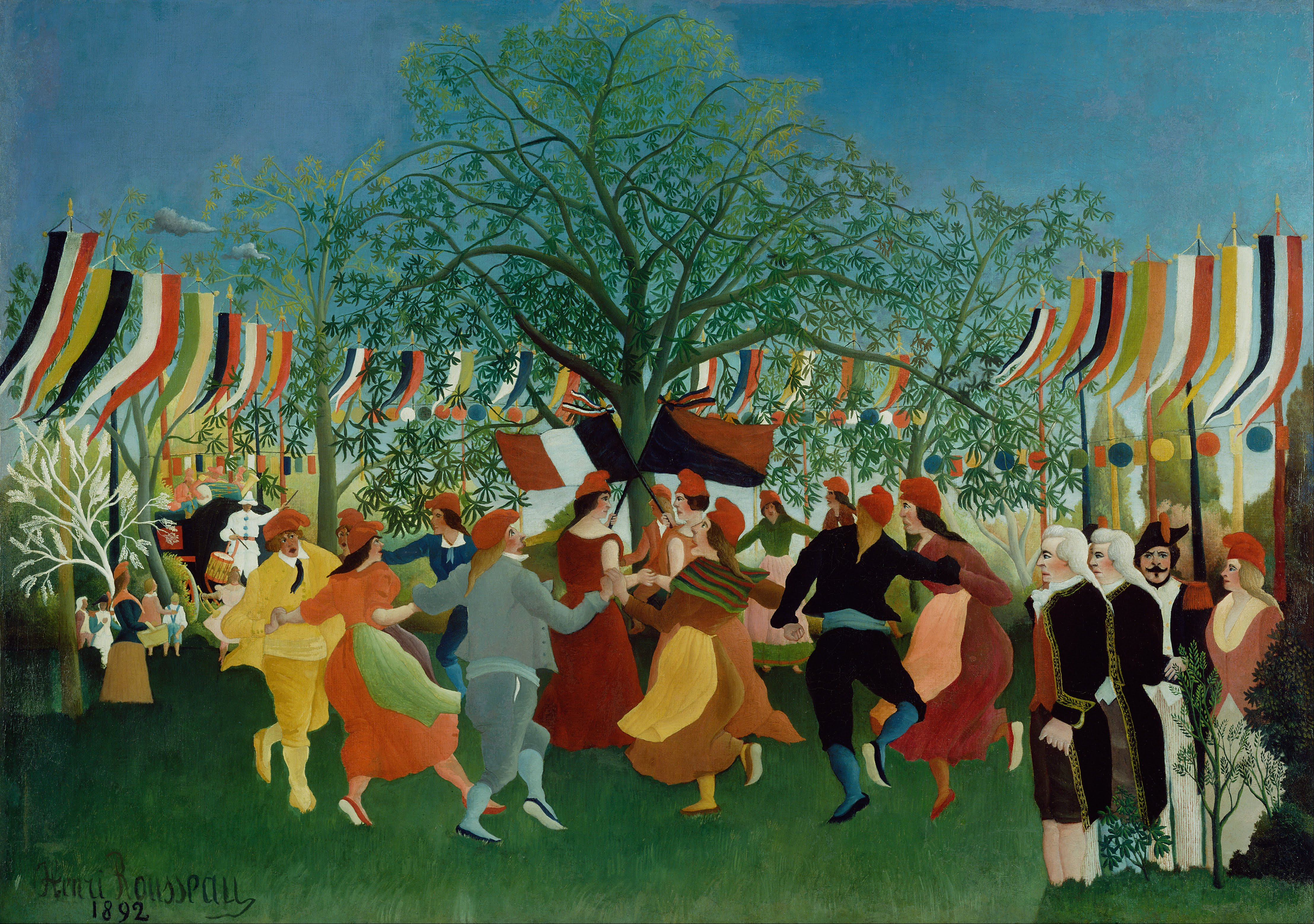
یکصدمین سالگرد استقلال ۱۸۹۲ م. اثر آنری روسو موزه جی. پال گتی
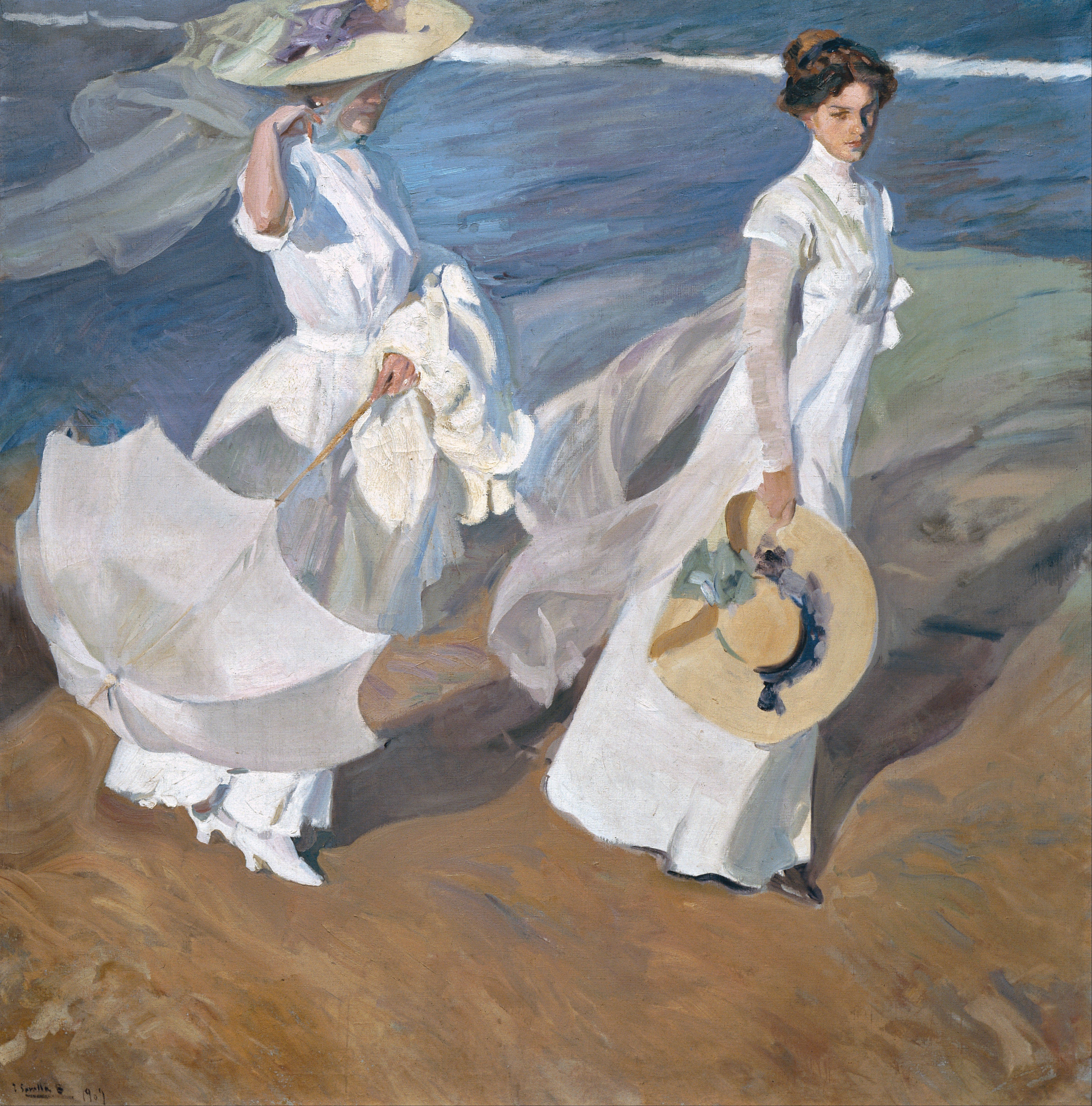
قدم زدن در امتداد ساحل
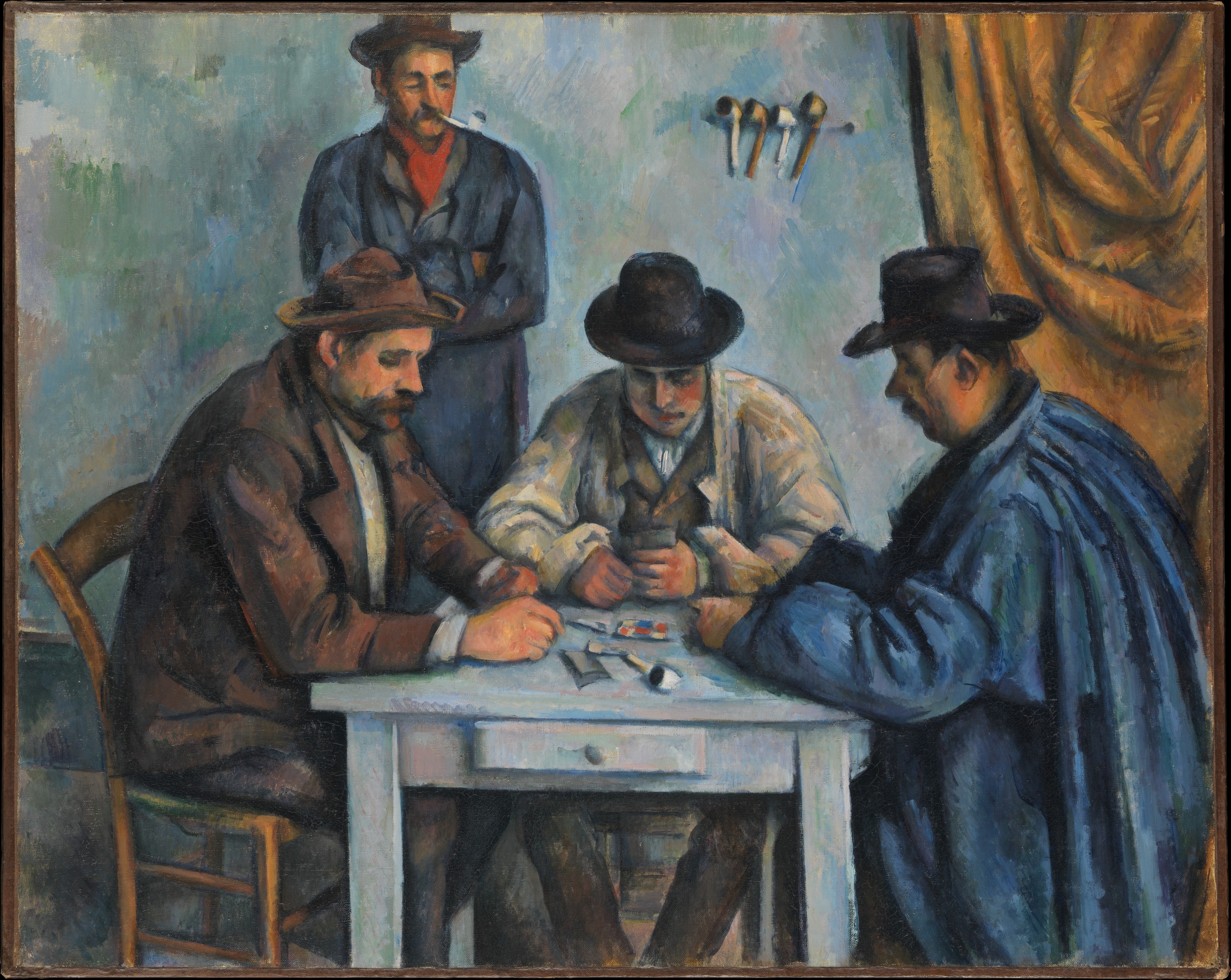
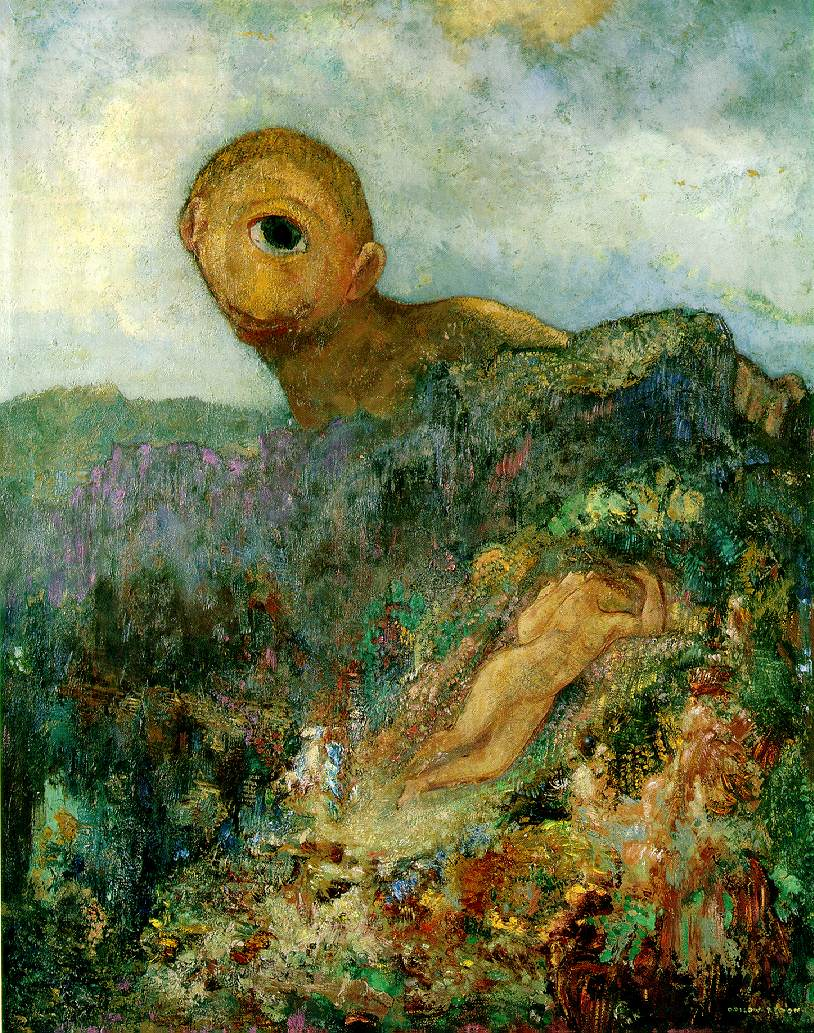
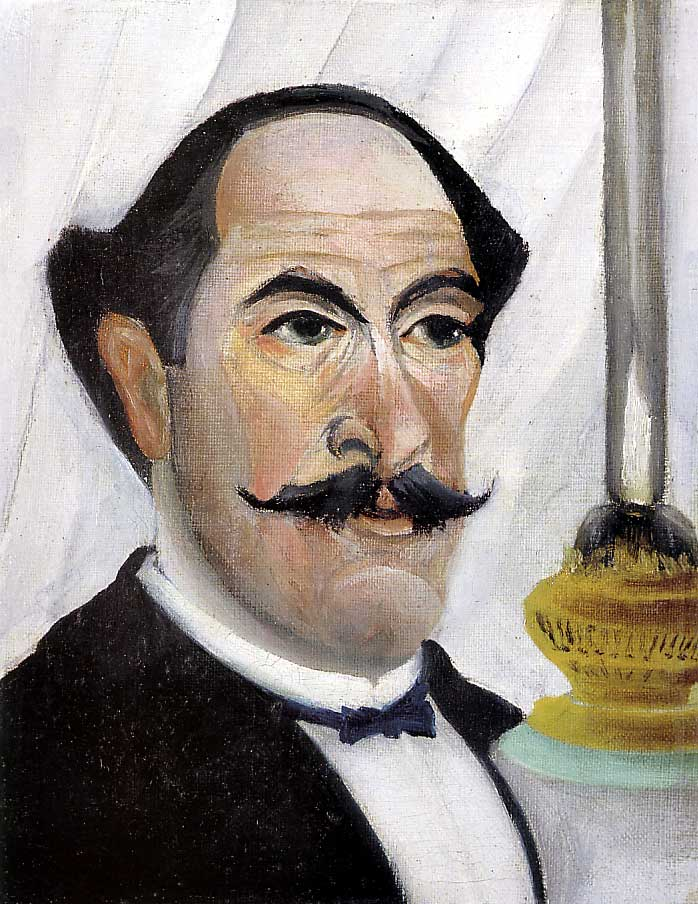
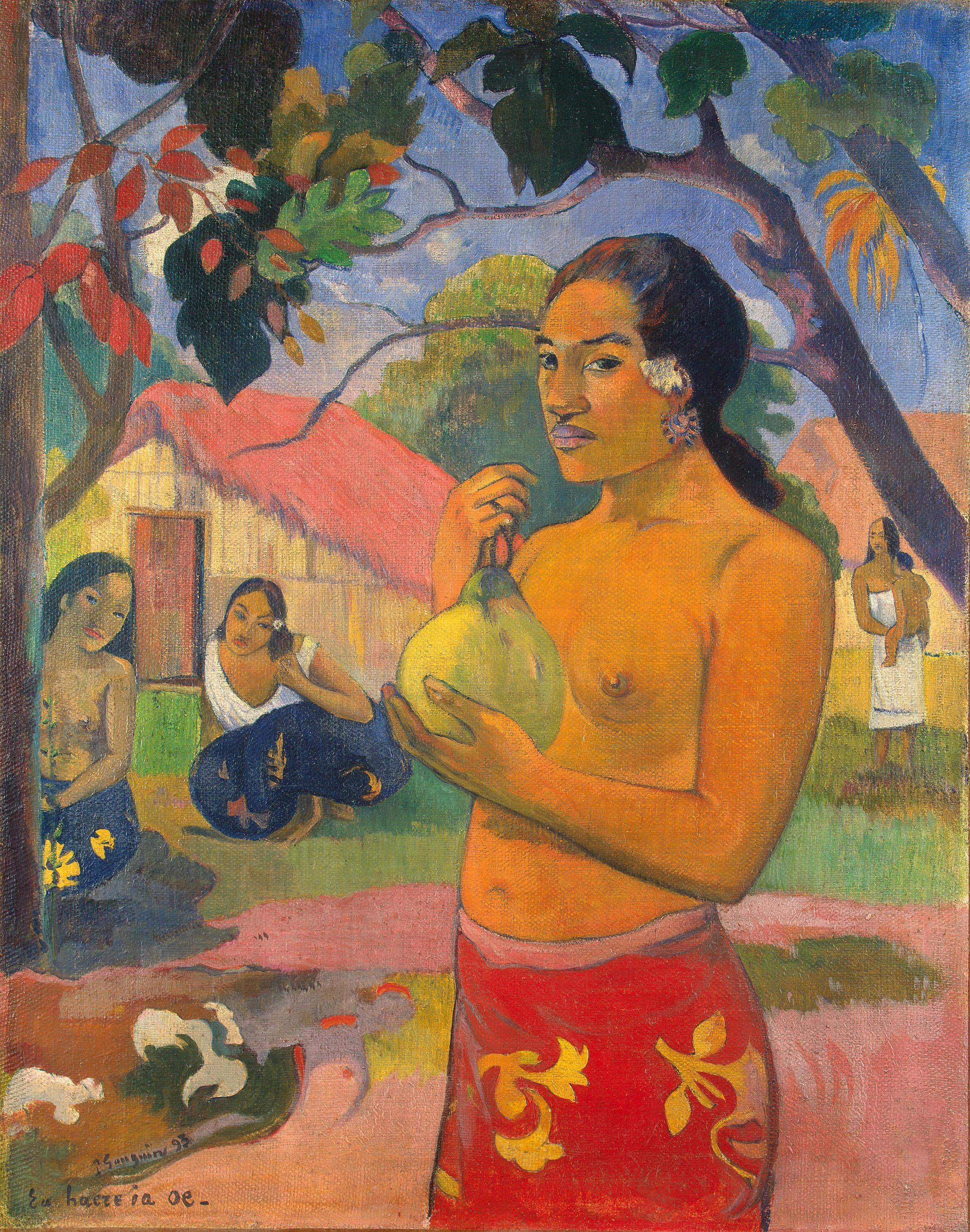
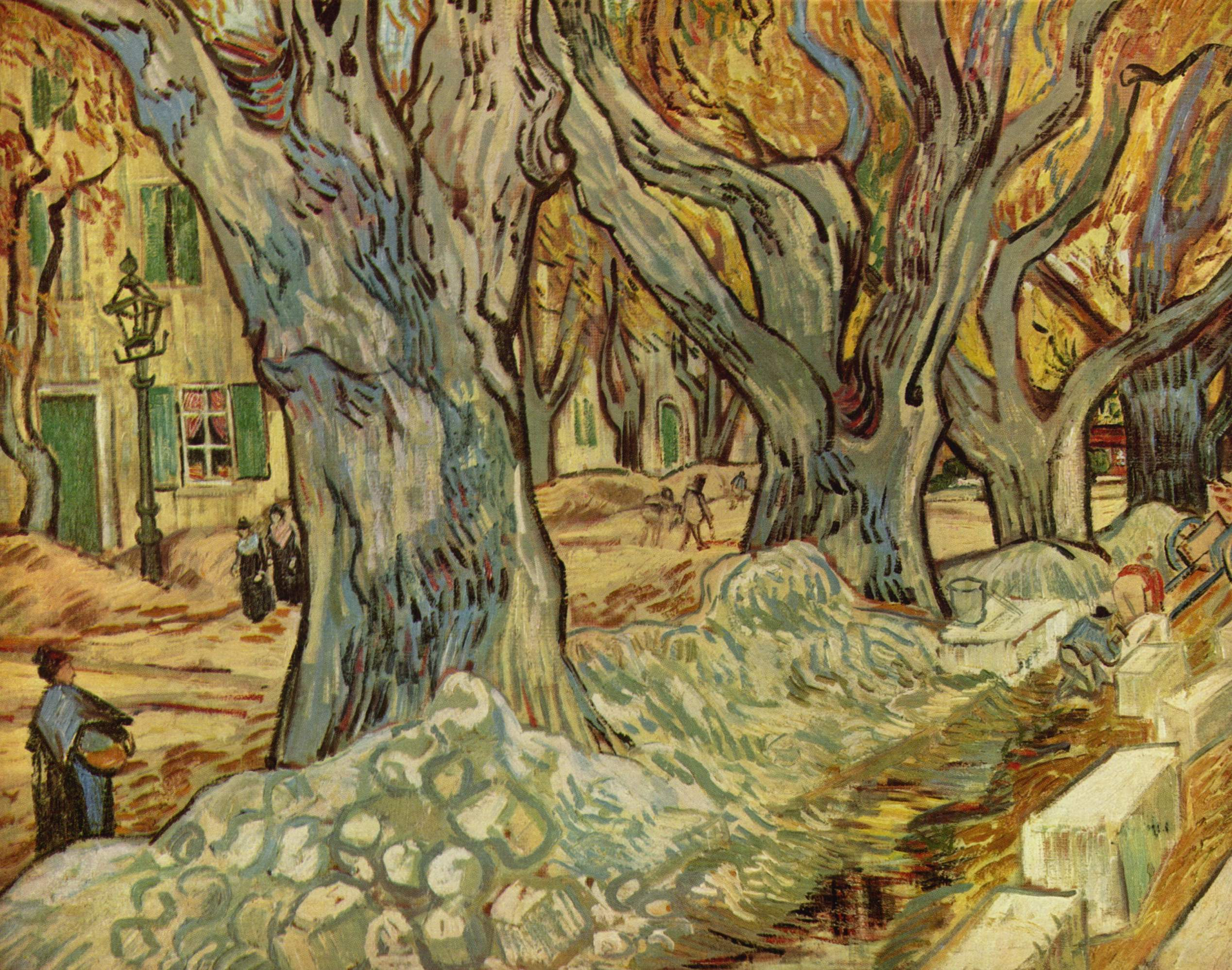
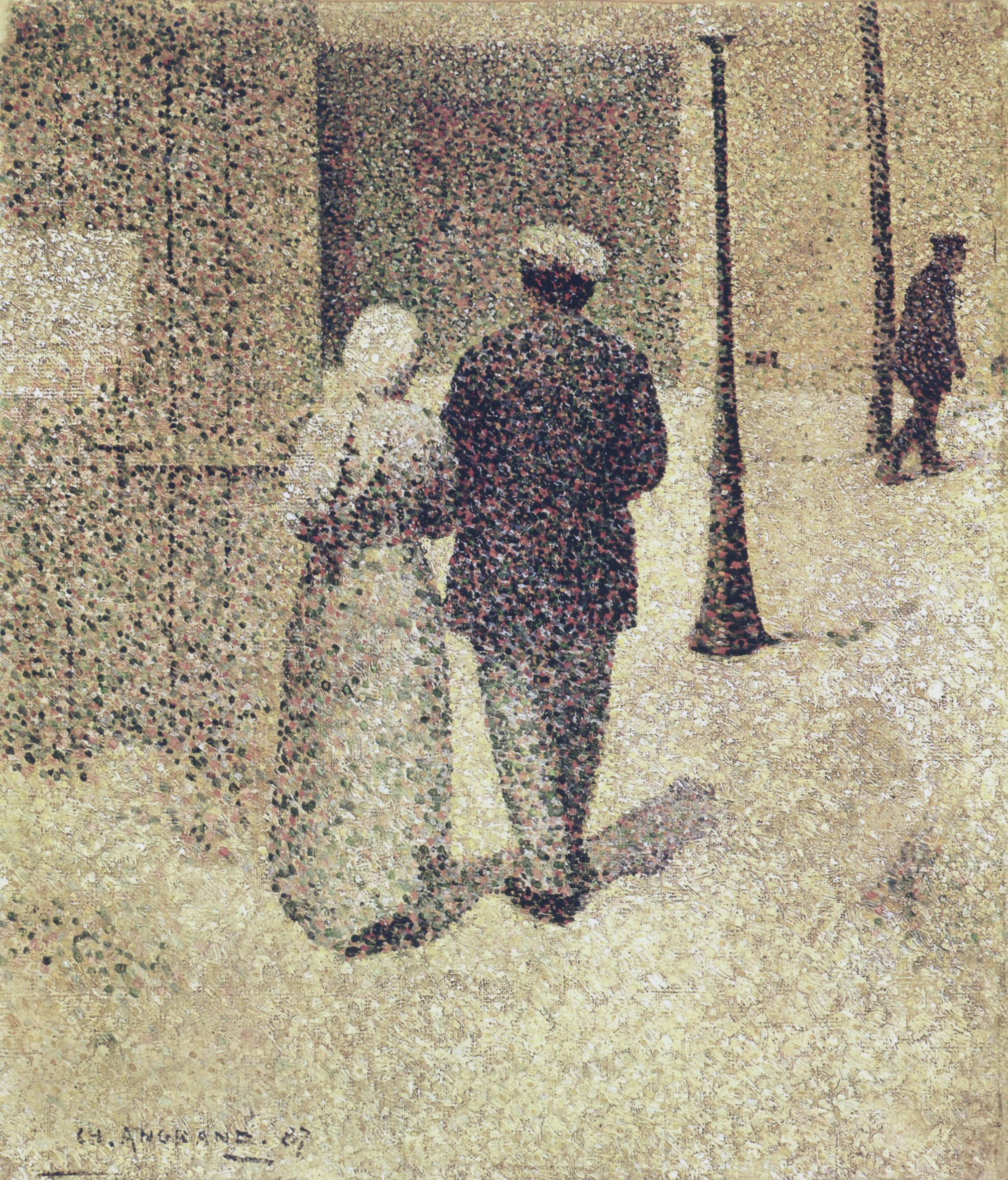
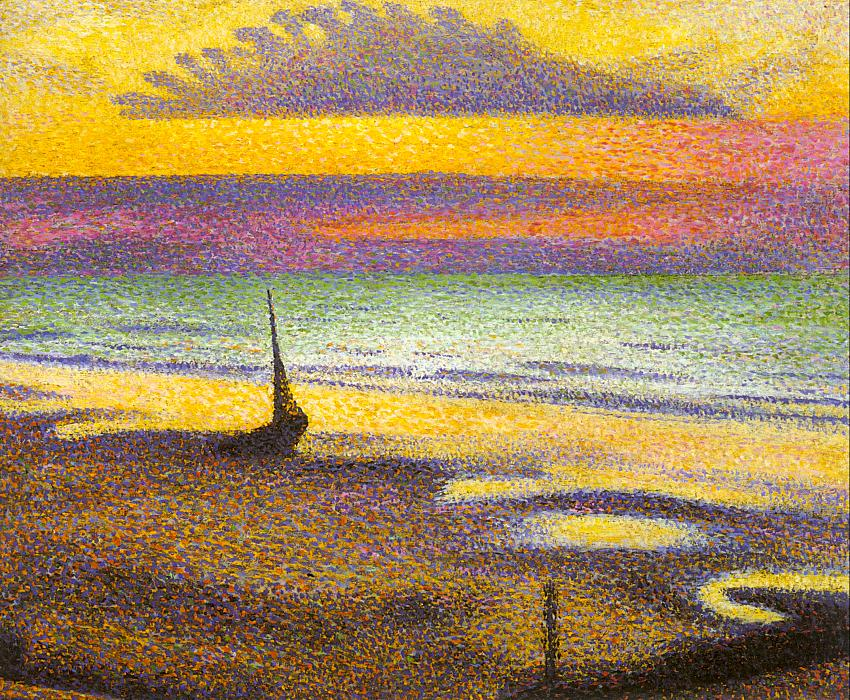
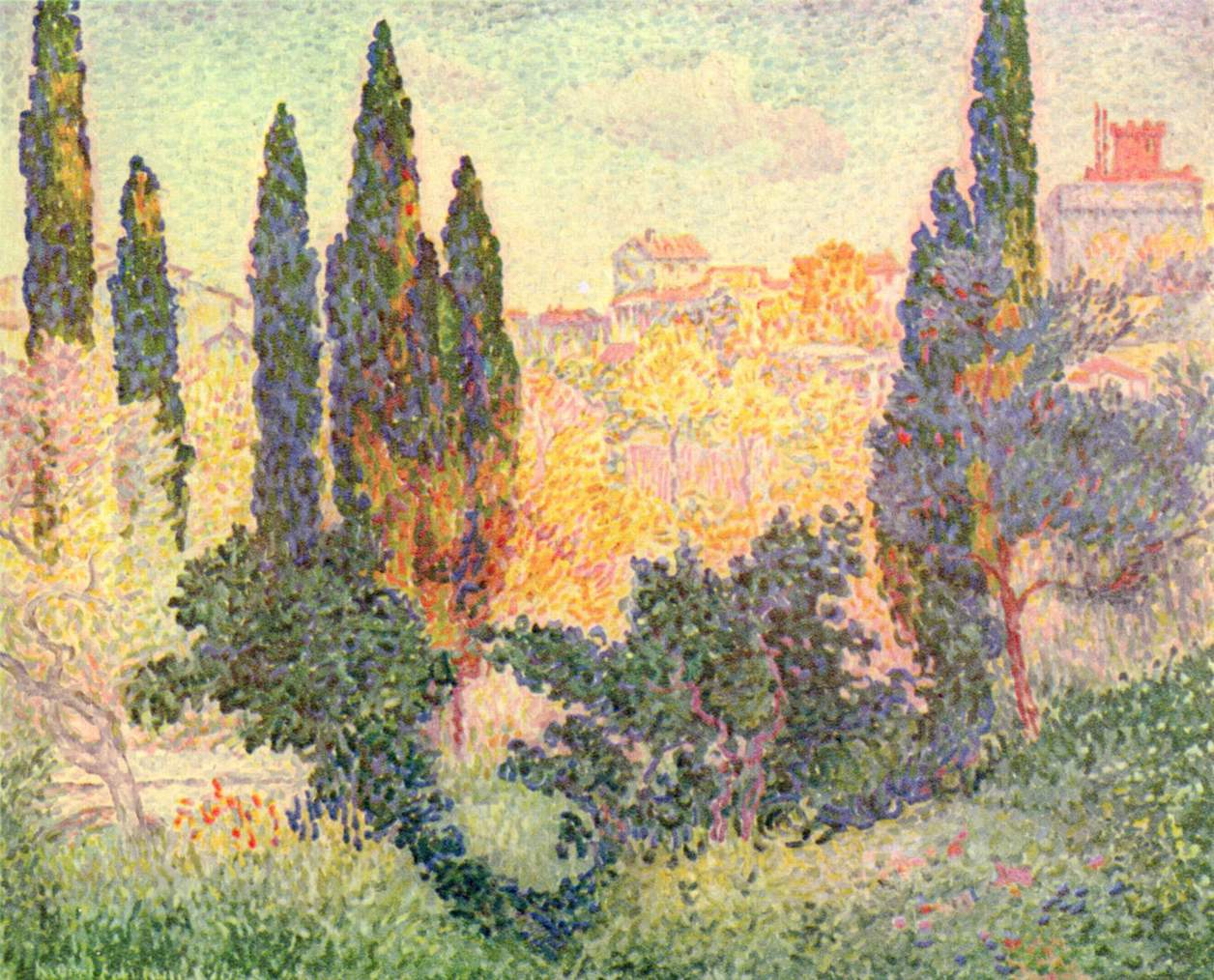
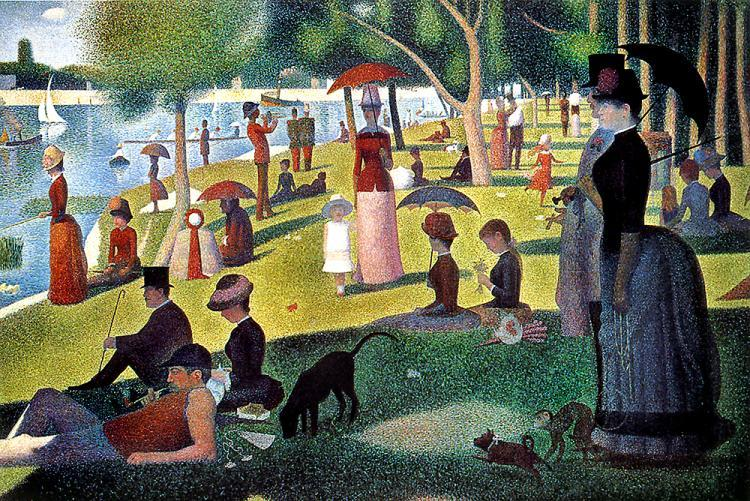
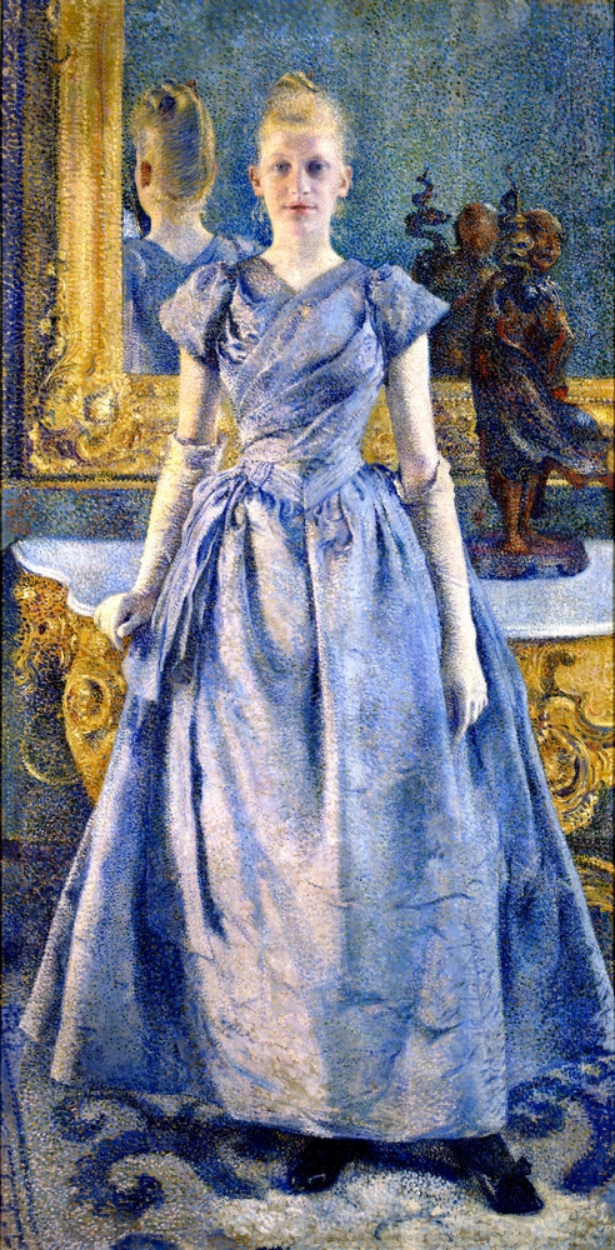
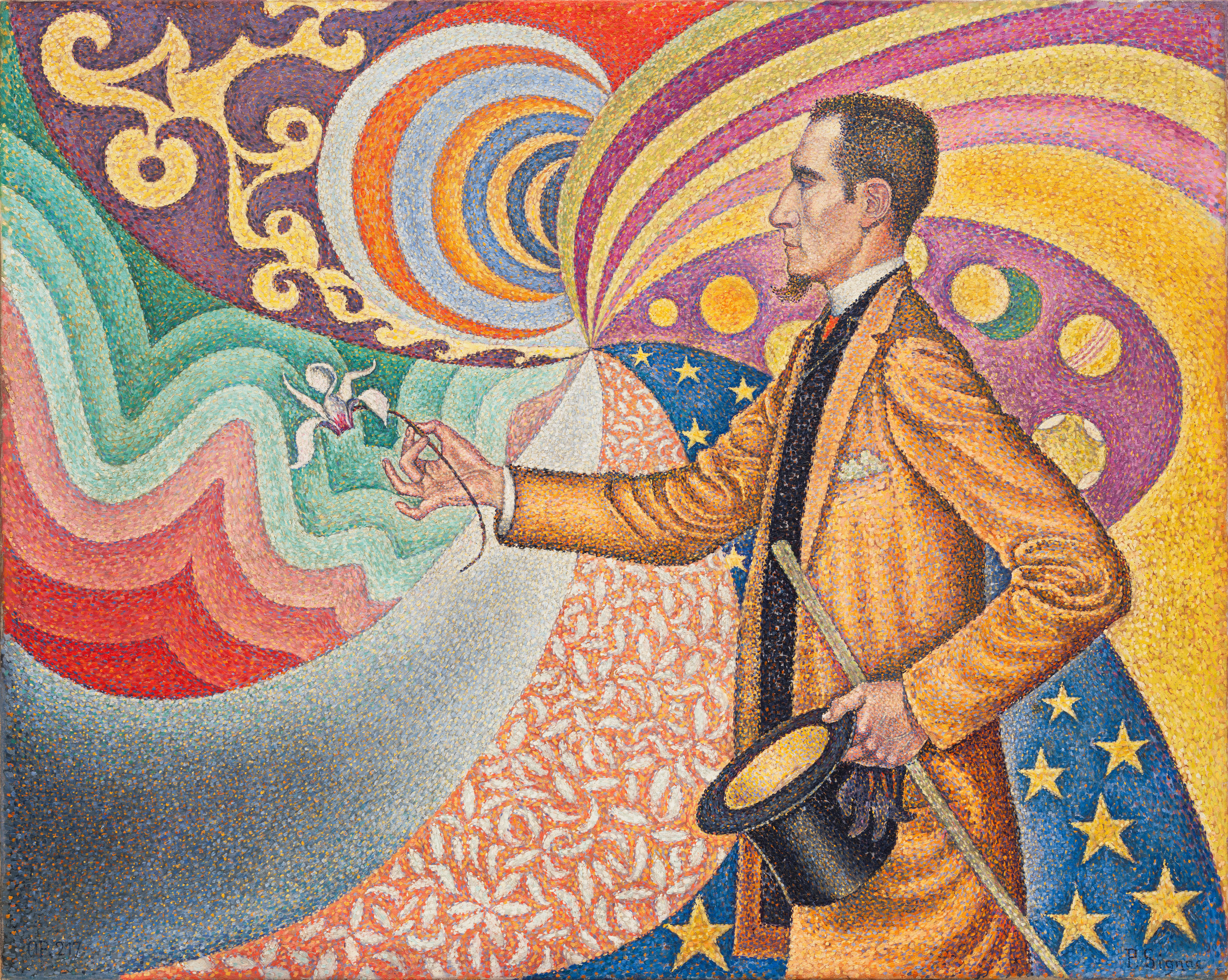
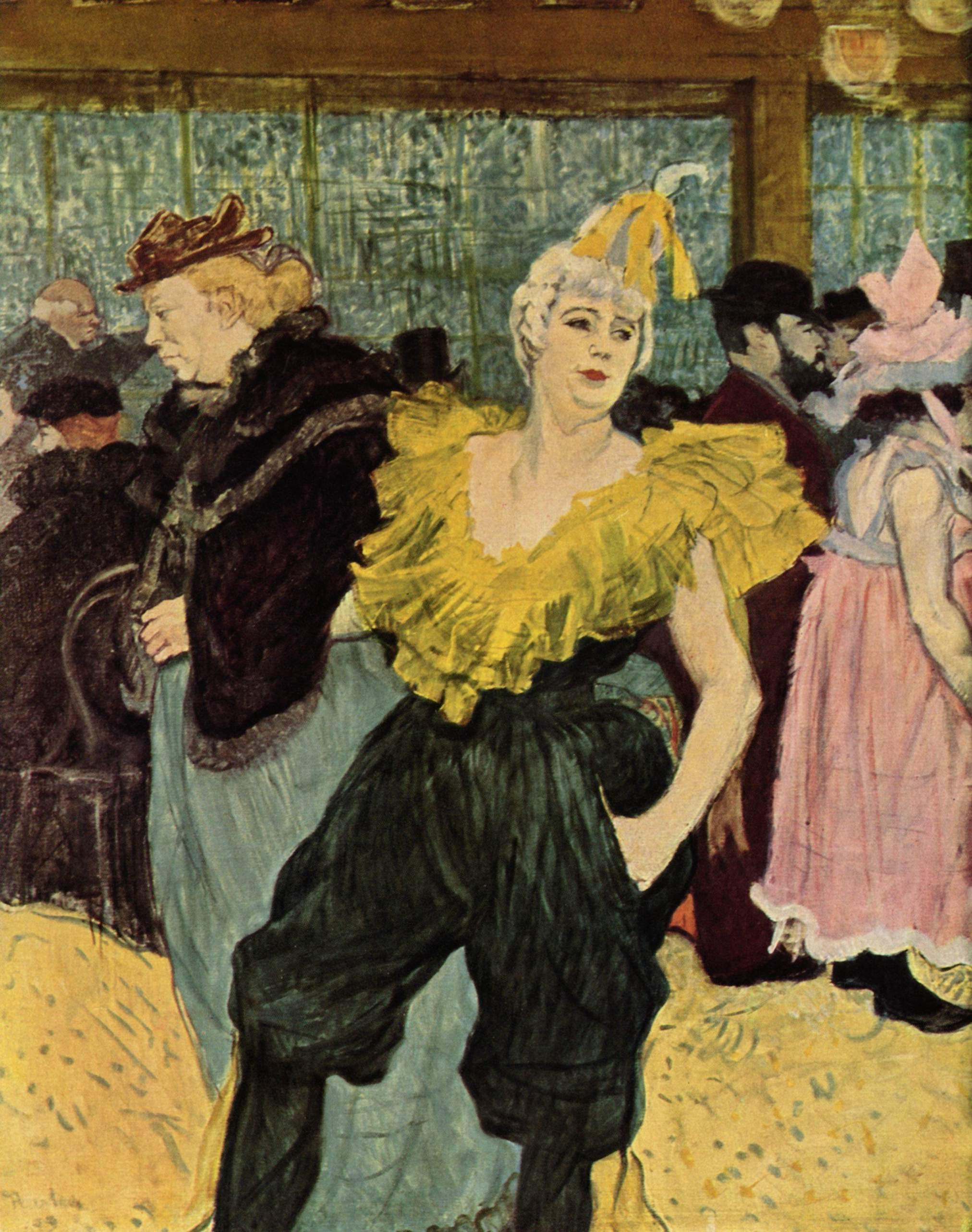
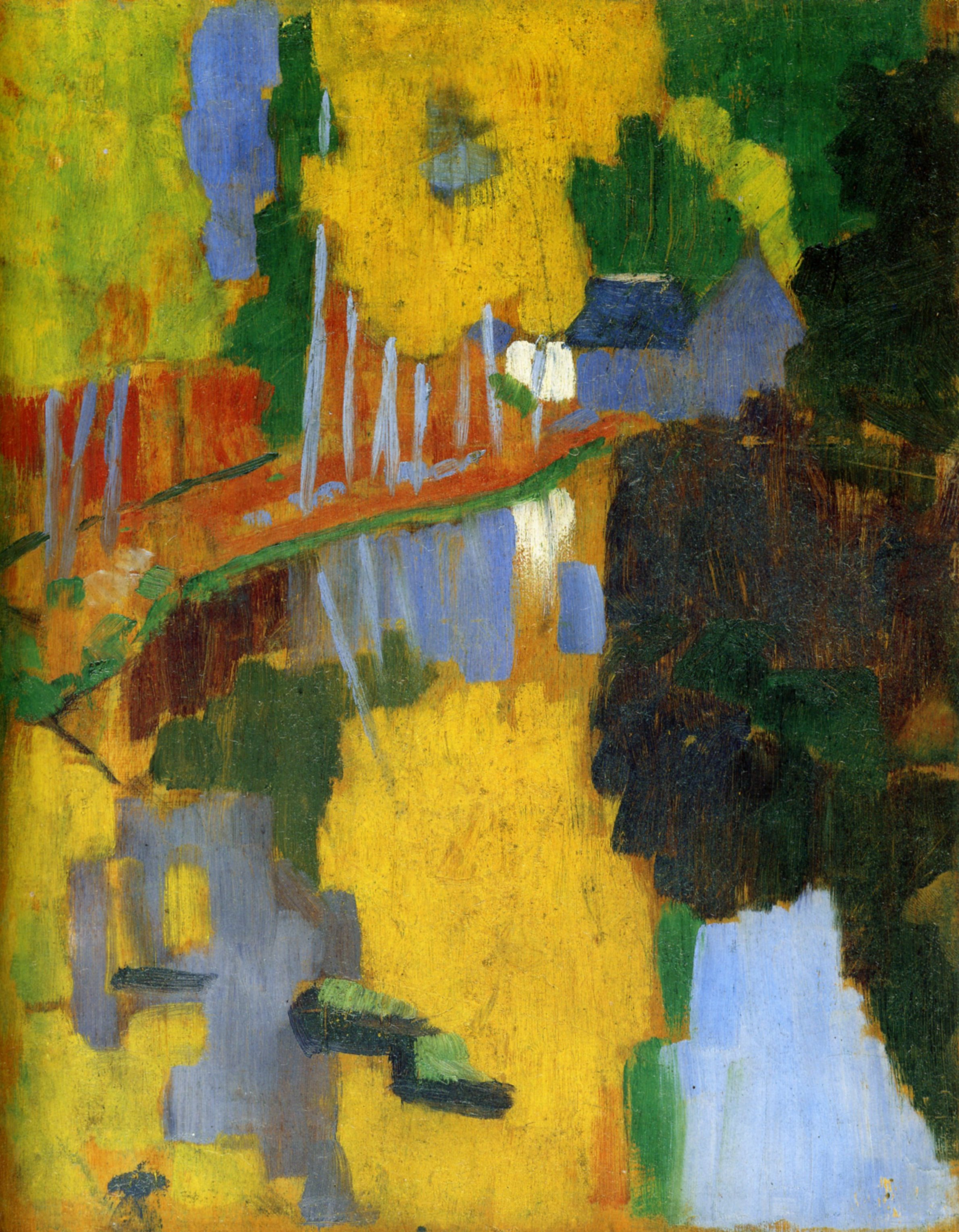
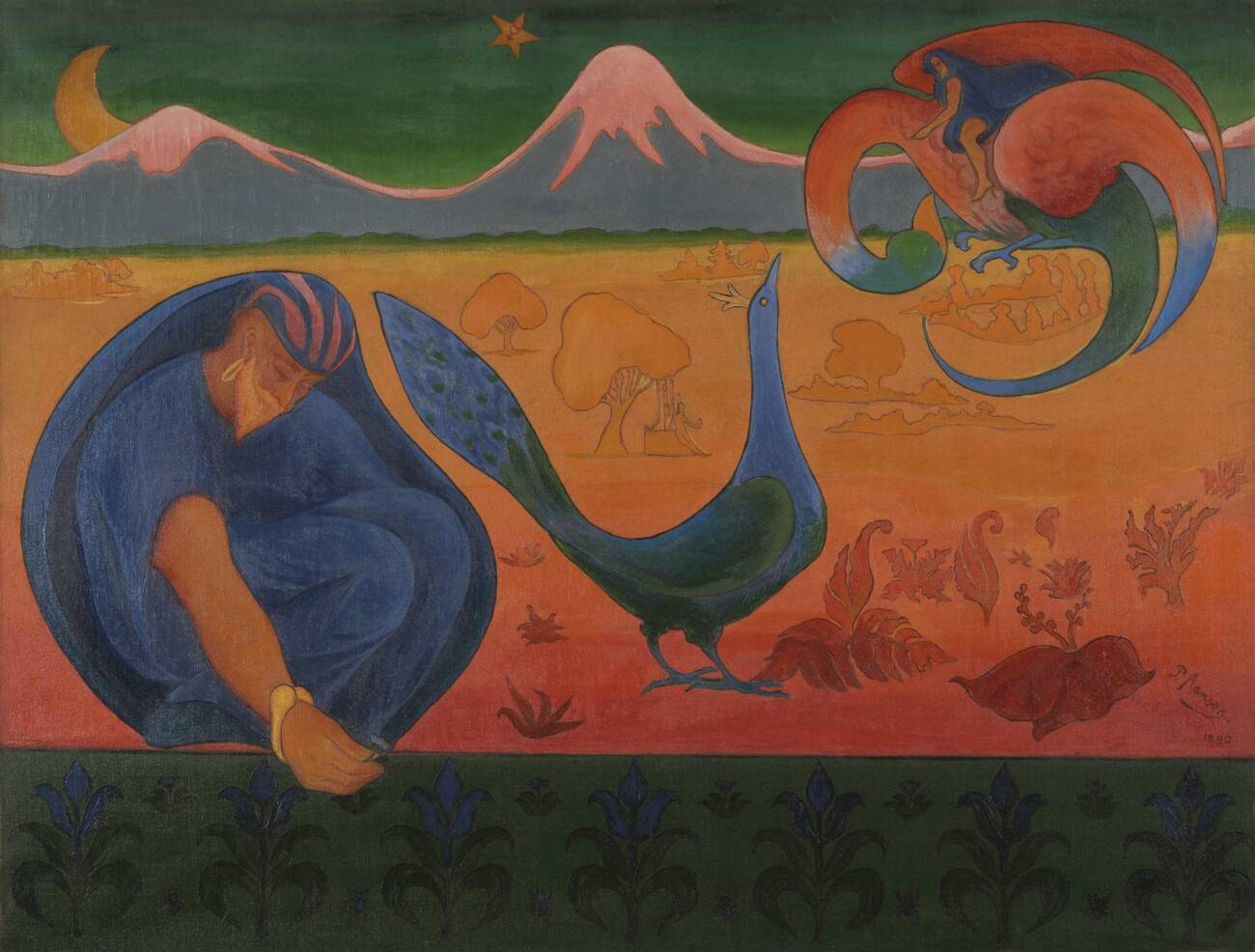
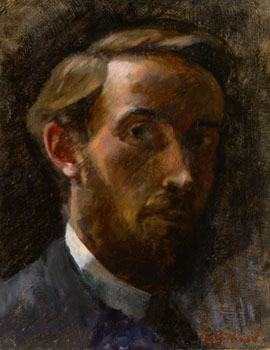
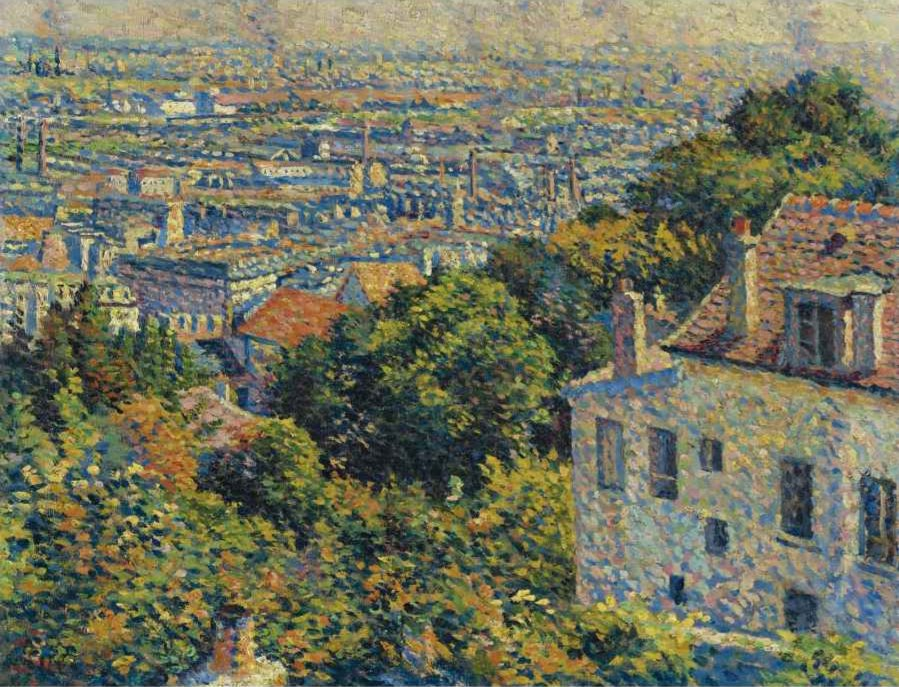
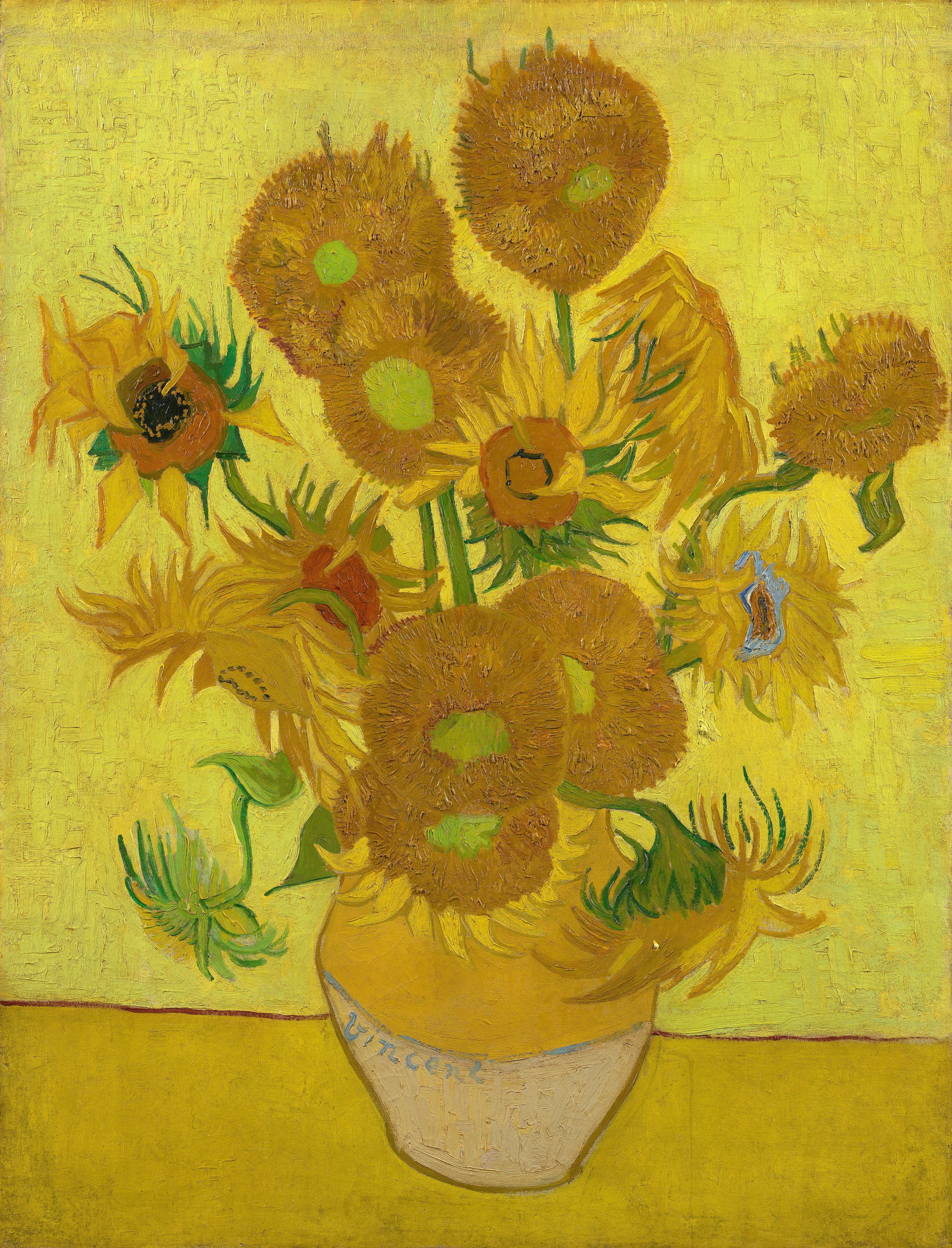
۱۹۰۹ م.
اثر خواکین سورولا